# Makiko Furuichi
 (mai 2023).
La mise en forme du texte ne suit pas les recommandations de Wikipédia : il faut le « wikifier ».
Les points d'amélioration suivants sont les cas les plus fréquents. Le détail des points à revoir est peut-être précisé sur la page de discussion.
- Les titres sont pré-formatés par le logiciel. Ils ne sont ni en capitales, ni en gras.
- Le texte ne doit pas être écrit en capitales (les noms de famille non plus), ni en gras, ni en italique, ni en « petit »…
- Le gras n'est utilisé que pour surligner le titre de l'article dans l'introduction, une seule fois.
- L'italique est rarement utilisé : mots en langue étrangère, titres d'œuvres, noms de bateaux, etc.
- Les citations ne sont pas en italique mais en corps de texte normal. Elles sont entourées par des guillemets français : « et ».
- Les listes à puces sont à éviter, des paragraphes rédigés étant largement préférés. Les tableaux sont à réserver à la présentation de données structurées (résultats, etc.).
- Les appels de note de bas de page (petits chiffres en exposant, introduits par l'outil «  Source ») sont à placer entre la fin de phrase et le point final[comme ça].
- Les liens internes (vers d'autres articles de Wikipédia) sont à choisir avec parcimonie. Créez des liens vers des articles approfondissant le sujet. Les termes génériques sans rapport avec le sujet sont à éviter, ainsi que les répétitions de liens vers un même terme.
- Les liens externes sont à placer uniquement dans une section « Liens externes », à la fin de l'article. Ces liens sont à choisir avec parcimonie suivant les règles définies. Si un lien sert de source à l'article, son insertion dans le texte est à faire par les notes de bas de page.
- La présentation des références doit suivre les conventions bibliographiques. Il est recommandé d'utiliser les modèles {{Ouvrage}}, {{Chapitre}}, {{Article}}, {{Lien web}} et/ou {{Bibliographie}}. Le mode d'édition visuel peut mettre en forme automatiquement les références.
- Insérer une infobox (cadre d'informations à droite) n'est pas obligatoire pour parachever la mise en page.

Pour une aide détaillée, merci de consulter Aide:Wikification.
Si vous pensez que ces points ont été résolus, vous pouvez retirer ce bandeau et améliorer la mise en forme d'un autre article.
Makiko Furuichi (née en 1987 à Kanazawa au Japon) est une artiste plasticienne et peintre française.

## Biographie
Makiko Furuichi est née au Japon dans la ville de Kanazawa, elle a étudié à Université des beaux-arts de Kanazawa puis s'est installée à Nantes en France afin de poursuivre ses études à l'École supérieure des beaux-arts de Nantes Saint-Nazaire. Elle obtient son Diplôme national supérieur d'expression plastique en 2011. 
En 2018, elle expose au Fonds régional d'art contemporain des Pays de la Loire.

« L’artiste japonaise travaille beaucoup l’aquarelle sur papier et l’huile sur toile grâce auxquelles elle crée un univers à l’onirisme foisonnant et coloré. Volontiers nourries de mangas et de réminiscences à son enfance japonaise, les créatures qu’invente Makiko Furuichi paraissent sortir d’un monde flottant, mi-aquatique mi-végétal, mi-fantomatique mi-humain. »

— Rapporté par Amélie Adamo
En 2021, elle est sélectionnée par le jury de la Maison Ackerman pour la septième saison de la résidence d'artiste afin d'y créer une œuvre artistique contemporaine unique dans les caves d'Ackerman,.
En 2022, elle rénove la cloche de l'Abbaye Notre-Dame de Fontevraud, ornée d'un dragon qu'elle intitule Pétronille,. La même année, elle collabore avec Angers-Nantes Opéra pour la refonte visuelle de leurs affiches.
En 2023, elle expose sa collection Ciel poilu, pluie chaude au Musée Marc-Chagall (Nice) dans le cadre de l'exposition anniversaire Chagall et moi ! des 50 ans du musée,,. Elle réalise également une oeuvre originale pour le projet Les Arts au fil de l'eau pour la Communauté de communes du Val d'Ille-Aubigné en partenariat avec 40mcube. La même année, elle est le sujet principal dans le documentaire Makiko réalisé par Antoine Godet. Le 28 août 2023, elle peint une fresque géante, avenue Léon-Blum à Saint-Nazaire.

## Famille
Makiko est la petite fille du peintre Minokichi Yasui, premier disciple de Ryusei Kishida.

## Œuvres

### Œuvres Public
- 2021 : Fresque de 53 mètres dans les caves Ackerman
- 2022 : Pétronille, cloche de l'Abbaye Notre-Dame de Fontevraud
- 2023 : Ciel poilu, pluie chaude, au Musée Marc-Chagall
- 2023 : Les Arts au fil de l'eau, Communauté de communes du Val d'Ille-Aubigné en partenariat avec 40mcube

### Expositions personnelles
- 2015 : Smoker’s forest (invade3, Tokyo), Ciel Poilu (Galerie 5UN7, Bordeaux), Muscles (3e Parallèle, Paris)
- 2016 : Débilité (Pannonica, Nantes)
- 2017 : Rêve gris (Sill, Nantes), Boss (3e Parallèle, Paris), Cheval Rétréci (HAUS, Nantes)
- 2018 : KAKI Kukeko (Frac des pays de la loire, Carquefou), Thief of hand (Wish Less, Tokyo)
- 2019 : L’Age de Raisin (Axenéo7, Gatineau, Canada)
- 2021 : Rêverie détrempée (Le Carré, Château-Gontier sur Mayenne), Toute Petite Amazonie (Espace MIRA, Nantes), Suru Suru (Galerie Vachet-Delmas, Sauve)
- 2022 : (Wish Less, Tokyo)

### Expositions collectives
- 2011 : Eizo ten (Art space kimura ASK?, Tokyo)
- 2012 : Nouvel Accent (Cosmopolis, Nantes), Pintzelen zarata, mailu isiltasuna (Mille feuilles, Nantes)
- 2013 : Salve pour un temps présent (Syndicat Potentiel, Strasbourg), Peu Familier (Space No wave / Artmonde, Seoul), Décongélations prématurées (Atelier Alain Lebras, Nantes)
- 2014 : Chambre Charbon (Wish Less, Tokyo), Tourisme en Allergie (IRS, Nantes), La Chasse aux fauves (Dulcie Galerie, Nantes)
- 2015 : Dans mes yeux (Bureau d’Art et de Recherche, Roubaix), Salon ddessins (Atelier Richelieu, Paris), Innocence (Temple du Goût, Nantes)
- 2016 : Maison brûlée (Le Kalif, Rouen), Quelque chose mettra fin à l’ennui (3e Pararelle, Paris), Salon ddessins (Atelier Richelieu, Paris)
- 2017 : Doloris (Fragile, Nantes), Nix (Les Réalisateurs, Nantes), Mémoires suspendues (Galerie Detais, Guido Romero Pierini, Paris)
- 2018 : Realms II (Gordon Snelgrove Gallery, Canada)
- 2019 : Yoann Estevenin + Makiko Furuichi (Galerie Guido Romero Pierini, Paris), Je suis dans le tableau... (Atelier Bonus, Nantes), Nazcas Festival (Brasseries Atlas, Bruxelles)
- 2020 : Pharmakon Chain Reaction (Atelier Mitsushima, Kyoto, Japon), INTER_ (prix des arts visuels de la ville de Nantes, L’Atelier, Nantes)
- 2021 : I Believe I Can Fly (Le Port des Créateurs, Toulon)

### Participations
- 2025 : Makiko, long-métrage documentaire d'Antoine Godet[16]

### Récompenses, collections
- 2008 : ASK? Film Festival 2008 (Art space kimura ASK? , Tokyo)
- 2008 : Grand prix, Four National Japanese Art Schools exhibition (Kanazawa)
- 2018 : Lauréat le prix des Arts Visuels de la Ville de Nantes
- 2020 : Collection Artdeliver, Artothèque de Nantes
- 2021 : Collection Fonds départemental d’art contemporain d’Ille-et-Vilaine
- 2021 : Collection Fonds régional d'art contemporain des Pays de la Loire
- 2023 : Collection Musée Marc-Chagall (Nice)